# スクリーム6
『スクリーム6』（原題：Scream VI）は、2023年のアメリカ合衆国のスラッシャー映画。『スクリーム』（2022年）の続編であり、「スクリーム」シリーズの第6作目。マット・ベティネッリ＝オルピンとタイラー・ジレットが監督を、ジェームズ・ヴァンダービルトとガイ・ビューシックが脚本を務めた。
過去作からは、メリッサ・バレラ、ジェナ・オルテガ、ジャスミン・サヴォイ・ブラウン、メイソン・グッディング、ヘイデン・パネッティーア、コートニー・コックスらが出演し、新たにジョシュ・セガーラ、ジャック・チャンピオン、デヴィン・ネコダ、リアナ・リベラト、トニー・レヴォロリ、サマラ・ウィーヴィング、ヘンリー・ツェニー、ダーモット・マローニーらがアンサンブル・キャストとして加わった。ネーヴ・キャンベルはギャラの問題でシドニー・プレスコット役を再演せず、同シリーズで彼女が出演しない初の作品となった。
本作は前作『スクリーム』の公開からわずか数週間後に発表された。本作の続編も製作中である。本作は日本では劇場未公開だが、2023年7月12日にDVDとBlu-rayが発売された。

## プロット
ゴーストフェイスの魔の手から何とか生き延びた4人は、ウッズボローの街を出て大都会ニューヨークで新たな生活を始める。 ハロウィン真っ最中の街中や地下鉄では仮装した人々でごった返し、サムとタラ姉妹は地下鉄で再びあの姿を見つけ恐怖に駆られる。

## キャスト
※（）内は日本語吹替

### シリーズ共通
ゲイル・ウェザーズ（Gale Weathers）
演 - コートニー・コックス（佐々木優子）
トーク番組の司会者。1996年のウッズボロー、1997年のウィンザー大学、2011年と2022年のウッズボローの生存者。
サム・カーペンター（Samantha "Sam" Carpenter）
演 - メリッサ・バレラ（内田真礼）
タラの姉。ウッズボローの生存者で、ビリー・ルーミスの私生児。
タラ・カーペンター（Tara Carpenter）
演 - ジェナ・オルテガ（逢田梨香子）
サムの異母妹。ウッズボローの生存者。
ミンディ・ミークス・マーティン（Mindy Meeks-Martin）
演 - ジャスミン・サボイ・ブラウン（杉山里穂）
タラの友人で、チャドの双子の妹。ウッズボローの生存者。
チャド・ミークス・マーティン（Chad Meeks-Martin）
演 - メイソン・グッディング（須藤翔）
タラの恋人で、ミンディの双子の兄。ウッズボローの生存者。
ビリー・ルーミス（Billy Loomis）
演 - スキート・ウールリッチ（三木眞一郎）
シリーズの主人公的存在であるシドニーの元恋人で、サムの父親。オリジナルのゴーストフェイスの一人。
電話口での殺人鬼
声 - ロジャー・L・ジャクソン（山野井仁）
カービィ・リード（Kirby Reed）
演 - ヘイデン・パネッティーア（高垣彩陽）
2011年のウッズボロー連続殺人の生存者で、現在はFBI捜査官。

### 新キャスト
ウェイン・ベイリー（Wayne Bailey）
演 - ダーモット・マローニー（ふくまつ進紗）
クインの父親で、刑事。
イーサン・ランドリー（Ethan Landry）
演 - ジャック・チャンピオン（水島大宙）
ブラックモア大学の学生で、チャドのルームメイト。
ダニー・ブラケット（Danny Brackett）
演 - ジョシュ・セガーラ
サム、タラ、クインの隣人で、サムのボーイフレンド。
クイン・ベイリー（Quinn Bailey）
演 - リアナ・リベラト（ファイルーズあい）
ウェインの娘。ブラックモア大学の学生で、サムとタラのルームメイト。
アニカ・カヨコ（Anika Kayoko）
演 - デヴィン・ネコダ（朝井彩加）
ブラックモア大学の学生で、ミンディのガールフレンド。
クリストファー・ストーン（Christopher Stone）
演 - ヘンリー・ツェニー
サムのセラピスト。
ジェイソン・カーヴェイ（Jason Carvey）
演 - トニー・レヴォロリ（橋本雅史）
ブラックモア大学で映画学を専攻する学生。
ローラ・クレイン（Laura Crane）
演 - サマラ・ウィーヴィング
ブラックモア大学の映画学の教授。
さらに、ジャック・クエイド（平野潤也）がリッチー・カーシュ役を再演し、クレジットの無い映像でカメオ出演している。監督のマット・ベティネッリ＝オルピンとタイラー・ジレットは地下鉄のシーンでカメオ出演している。

## 製作

### 開発
『スクリーム4: ネクスト・ジェネレーション』の公開に先立ち、シリーズの生みの親であるケヴィン・ウィリアムソンは、『スクリーム5』と『スクリーム6』はすでに「構想済み」だが、それ以上の作品にサインする前に4作目の興行的成功を待つつもりだと主張していた。2014年7月、ウィリアムソンは、『スクリーム4』は新たな3部作の幕開けを意図したものだったが、同作は「期待されたような軌道には乗らなかった」と明かした。ウィリアムソンはまた、シリーズ全作で監督を務めたウェス・クレイヴンとそのチームが「終わった」ため、これ以上の作品に関わることはないだろうとも語った。ウィリアムソンの最初の構想では、『スクリーム5』はジル・ロバーツが大学のキャンパスで殺人鬼につきまとわれるというもので、『スクリーム6』はゲイル・ウェザーズが主人公でデューイ・ライリーとの関係を扱うというものだった。
2022年1月、ネーヴ・キャンベル、デヴィッド・アークエット、マット・ベティネッリ＝オルピン、タイラー・ジレットらが今後のシリーズ作品の製作に興味を示した。後にコートニー・コックスが『Shining Vale』の宣伝中に続編への興味を表明した。2022年2月3日、スパイグラス・メディア・グループによって正式に6作目の製作が決定された。ラジオ・サイレンス・プロダクションズのオルピンとジレットが再び監督に戻り、ジェームズ・ヴァンダービルトとガイ・ビューシックが再び脚本を執筆することになった。2月末までに、キャンベルは本作への復帰を打診された。翌月、コックスは脚本を受け取り、再び出演を打診された。3月には、6作目の公開日が2023年3月31日に決定した。数週間後、プロットの詳細が発表され、ウッズボロー郊外が舞台となることが明らかになった。6月には、映画の舞台がニューヨークになることが発表された。ジェナ・オルテガは、6作目にはこれまでの作品よりも「攻撃的で暴力的」なゴーストフェイスが登場すると語った。

### キャスティング
2022年5月、メリッサ・バレラ、ジャスミン・サヴォイ・ブラウン、メイソン・グッディング、ジェナ・オルテガが本作に再登場することが発表された。その翌日、ヘイデン・パネッティーアが『スクリーム4: ネクスト・ジェネレーション』のカービィ・リード役を再演することが発表された。本作への参加について尋ねられたコックスは、まだ契約が完了していないと述べた。また6月には、ダーモット・マローニーが警察官役でキャストに加わったことが発表され、コックスは正式に本作への参加を認めた。6月16日には、ジャック・チャンピオン、リアナ・リベラト、デヴィン・ネコダ、ジョシュ・セガーラがキャストに加わり、23日にはヘンリー・ツェニーが続いた。7月14日には、サマラ・ウィーヴィング、トニー・レヴォロリキャストに加わることが発表された。

#### ネーヴ・キャンベルの降板
2022年6月6日、ネーヴ・キャンベルがシドニー・プレスコット役に復帰しないことが発表された。キャンベルは、パラマウント・ピクチャーズとの契約とギャラの交渉が行き詰まったと声明を出した。
「女性として、私は自分の価値を確立するために、特に『スクリーム』に関しては、キャリアの中で非常に努力しなければなりませんでした。提示されたオファーは、私がフランチャイズにもたらした価値と同等ではないと感じました。次に進むことはとても難しい決断でした。スクリーム』ファンの皆さん、愛しています。皆さんはいつも私を応援してくれました。この25年間、このフランチャイズが私に与えてくれたものに一生感謝しています。」
キャンベルはその数週間後、「撮影現場を歩いていて、過小評価されていると感じる」ことに耐えられなかったと述べ、彼女が男性だったらオファーは違ったものになっていただろうと語った。
インディワイヤーは、キャンベルが同フランチャイズに26年間出演してきたことに言及し、「ひとつの時代の終わり」だと報じた。デヴィッド・アークエットは、「彼女にはぜひ出演してもらいたい。シドニー抜きの『スクリーム』映画は残念だが、彼女の決断は理解できる。これはある意味ビジネスであり、予算に合わせて映画を制作するために、全ての要素のバランスを取らなければならない。」また、ジャスミン・サヴォイ・ブラウンやメリッサ・バレラに加えて、過去の「スクリーム」シリーズで共演者したエマ・ロバーツ、サラ・ミシェル・ゲラー、マシュー・リラード、ジェイミー・ケネディらもキャンベルの決断を支持し、シリーズへの彼女の貢献を賞賛した。
2022年11月、ジェナ・オルテガは「もちろん、脚本にはシドニーというキャラクターへの言及があり、彼女を守ろうとする気持ちがある」と語った。
2022年12月、ラジオ・サイレンス・プロダクションはキャンベルの不在について、彼女の不在が脚本に「大きな」影響を与えたとコメントした。ところが、2023年3月に両者は、キャンベルが「プロセスの十分早い段階で」降板したため脚本は「ほとんど」変わらなかったと述べた。いずれにせよ、両者はこの変更を他のキャラクター、特に前作に登場した4人の若い生存者により焦点を当てる機会にすることに決めたと語った。また、キャンベルとシドニーというキャラクターをいかに愛しているか、そして彼女が今後の作品で戻ってくる可能性についても言及した。
2023年3月、コートニー・コックスはバラエティ紙に対し、「映画でキャンベルと一緒に働けないのは寂しかったが、彼女が正しいと思うことは何でも支持するつもりだ。」と語った。

### 撮影
2022年6月9日、3,300～500万ドルの予算で、カナダのモントリオールで主要撮影が開始された。プロジェクトXエンターテインメントの下、ヴァンダービルト、ポール・ナインスタイン、ウィリアム・シェラックが製作を務め、チャド・ヴィレラ、キャシー・コンラッド、マリアンヌ・マッダレーナ、ケヴィン・ウィリアムソンが製作総指揮を務めた。同年8月6日、ヘイデン・パネッティーアとジャスミン・サヴォイ・ブラウンがセットで撮影中の写真が公開された。ヘイデンがシリーズに復帰したことで、この写真が様々なメディアで取り上げられた。コートニー・コックスは、8月14日の時点で自分の役の撮影を終えたことを明らかにした。撮影は8月下旬に終了した。
地下鉄のシーンはグリーンスクリーンを使わず、ほとんどプラクティカル・エフェクトに頼って撮影された。撮影監督のブレット・ジュトキェヴィッチによると、「特殊効果チームは、実際に地下鉄のホームのセットに車を牽引して出入りすることができた。そのため、車両が駅に停車する瞬間がいくつかある。あれは実際に行わている。黒い布のトンネルから地下鉄のホームのセットに引っ張られ、実際に停車するところを見ることができる。」という。しかし、ジュトキェヴィッチは当初、地下鉄の列車のちらつきに抗議しており、彼いわく「私は監督たちに『これはやりすぎじゃないか？あれほど光がちらつくのは全くリアルではない。』と言ったんだ。でも、彼らは『いや、大好きだよ。上手くいっているよ。これがこの映画の全てだと思うんだ。たとえ何か現実に忠実でないものがあったとしても、観客がその場にいると感じるくらいの現実味は作りたいし、一方で、視聴体験を高め、登場人物が経験する緊張感や感情に寄り添いたいんだ。』と語った。」という。
クライマックスでは、リッチー・カーシュという人物が作った架空の映画が映し出される。映し出される映像の一部は、ジャック・クエイドが実際に撮影したホームビデオに、映画のための映像を合成したもので、ナレーションもクエイドが担当している。作中では、シアター・ミュージアム内に過去の映画からのオマージュやアイテムが多数登場する。使用されているアイテムは、実際には過去に使われたオリジナルの小道具ではなく、美術・衣装チームによって再現されたものである。

## 音楽
音楽は前作から引き続きブライアン・タイラーが担当した。スヴェン・フォーコナーはタイラーと共同で音楽を担当した。2023年3月3日、アメリカの歌手デミ・ロヴァートはサウンドトラックのリードシングルとして、アイランド・レコードから「Still Alive」をリリースした。アメリカのロックバンドリンキン・パークのマイク・シノダはサウンドトラックの一曲として、ケイリー・モーグをフィーチャーしたソロ曲「In My Head」をリリースした。本作のサウンドトラックは、パラマウント・ミュージックより3月10日にリリースされた。

## 公開
本作は、2023年3月6日にAMC リンカーン・スクエア・シアターでワールドプレミア上映された。米国ではパラマウント・ピクチャーズにより3月10日に公開された。当初は2023年3月31日公開予定だった。この映画はRealD、4DX、ドルビーシネマフォーマットで公開された。

### マーケティング
いくつかの都市では、スタジオのマーケティング会社がゴーストフェイスのコスチュームとマスクを着用した人物を配置し、カメラの前で動かず立ち、街を歩くというバイラル・マーケティングを行い、不審に思った住民から何度も911番への通報があった。このマーケティングでは、アメリカのユーザーがゴーストフェイスから個別の電話を受けることができるウェブサイトの開設や、様々なチェーン店でのポップアップ・ディナーでの『スクリーム』をテーマにした食事、カリフォルニアでの同フランチャイズの小道具や再現されたセットを使った没入型ウォークスルーなども行われ、ウォークスルーにはラジオ・サイレンス・プロダクションズの監督やプロデューサー、俳優のメイソン・グッディング、ダーモット・マローニー、トニー・レヴォロリも登場した。

### ホームメディア
日本では、劇場公開はなくビデオスルー作品となった。2023年7月12日にDVDとBlu-rayが発売された。
米国では2023年4月25日にデジタル公開され、その他様々な地域ではParamount+でストリーミング配信も開始された。英国やアイルランドなど他の地域では2023年5月9日にVODでリリースされた。DVD、Blu-ray、Ultra HD Blu-rayは、2023年7月11日に米国と一部地域で発売された。公開と同時に、英国オフィシャルフィルムチャートTOP40で初登場1位を獲得した。

## 評価

### 興行収入
興行収入は、アメリカとカナダで1億820万ドル、その他の地域で6,080万ドル、全世界で1億6,900万ドルとなった。 
米国とカナダでは、公開初週に3,675館で3,500～4,000万ドルの興行収入を見込んでいた。初日の興収は1,930万ドル（うち木曜夜の試写興収が570万ドル）を記録した。初週の興収は4,440万ドルで、同フランチャイズ最高の初週興収を記録した。初週の観客のうち、71％が18～34歳（うち18歳～24歳が42％）で、51％が男性だった。公開2週目は、1,750万ドルを記録し、新作の『シャザム!〜神々の怒り〜』に次ぐ2位となり、3週目は840万ドルを記録し4位となった。公開から約1ヵ月後の4月5日には、『スクリーム2』以来となる国内興収1億ドルを記録した。アメリカとカナダでの興行収入（インフレ調整前）は、同フランチャイズ作品で最高となった。

### 批評家の反応
批評集積サイトRotten Tomatoesでは、308人の批評家レビューのうち76％が肯定的で、平均値は6.7/10となっている。批評家の総意は、「ホラー界で最も殺人的なメタ・フランチャイズの、ある側面は陳腐化しつつあるかもしれないが、設定の変更といくつかの独創的な仕掛けのおかげで『スクリーム6』は適度な切れ味を保っている。」としている。
Metacriticでは、53件の批評家レビューがあり、加重平均値は61/100となっている。
CinemaScoreの観客投票では、A+からFまでの評価で平均B+となり、PostTrakでは、全体の87％が好意的な点数をつけ、74％が「絶対に薦めたい」と答えている。

### 受賞歴
| 賞                                       | 受賞日        | カテゴリ     | 対象者                                                          | 結果       | 備考          |
| ---------------------------------------- | ------------- | ------------ | --------------------------------------------------------------- | ---------- | ------------- |
| ハリウッド批評家協会ミッドシーズン映画賞 | 2023年6月30日 | ホラー映画賞 | 『スクリーム6』                                                 | ノミネート | [ 82 ]        |
| MTVムービー&TVアワード                   | 2023年5月7日  | バトル賞     | ゲイル・ウェザーズ（コートニー・コックス） vs. ゴーストフェイス | 受賞       | [ 83 ]        |
| MTVムービー&TVアワード                   | 2023年5月7日  | 映画作品賞   | 『スクリーム6』                                                 | 受賞       | [ 83 ]        |
| MTVムービー&TVアワード                   | 2023年5月7日  | 映画音楽賞   | デミ・ロヴァート『Still Alive』                                 | ノミネート | [ 83 ]        |
| サターン賞                               | 2024年2月4日  | ホラー映画賞 | 『スクリーム6』                                                 | ノミネート | [ 84 ] [ 85 ] |

## 続編
2023年3月、監督のマット・ベティネッリ＝オルピンとタイラー・ジレットはシリーズ7作目に「期待」しており、「私たちが関わるかどうかにかかわらず」さらなるフランチャイズ展開を見続けたいと述べた。彼らはまた、キャンベルに今後の作品に戻ってきてほしいと述べ、「彼女とまた映画を作れることを望んでいるし、諦めてはいない」と語った。 
同年8月、クリストファー・ランドンが7作目の監督を務めることが発表された。2023年に起きたSAG-AFTRAストライキとの全米脚本家組合ストライキにより製作は遅れていた。さらに2023年11月21日のパレスチナ・イスラエル戦争の最中、メリッサ・バレラがパレスチナを支持する投稿を行い、製作側が反ユダヤ主義的と解釈したため映画から解雇され、計画は再び延期された。翌日には、ジェナ・オルテガがNetflixのテレビシリーズ「ウェンズデー」の撮影のスケジュールの都合で復帰しないことが発表され、脚本家のヴァンダービルトとビューシックが「ゼロからのスタート」を任されたことも報じられた。